# Maureen Abla Amematekpor
Maureen Abla Amematekpor (* 1954) ist eine ghanaische Diplomatin im Ruhestand.

## Werdegang
Von 1979 bis 1992 war sie Dozentin an der Ho Polytechnic. 1984 erhielt sie ein Examen der University of Education, Winneba. Von 1992 bis 2001 hatte sie einen Lehrstuhl an der Ho Polytechnic. 2003 erwarb Amematekpor ein Diplom der Betriebswirtschaft; 2004 einen Master of Business Administration der Universität Maastricht.
Vom 30. Juli 2002 bis zum 13. Februar 2006 war sie Hochkommissarin in Windhoek (Namibia) mit Kommission für  Gaborone (Botswana).
Vom 13. Februar 2006 bis 2009 war sie Botschafterin in Kopenhagen (Dänemark), und gleichzeitig in den vier nordischen Staaten Schweden, Norwegen, Finnland und Island akkreditiert.
| Vorgänger                   | Amt                                                                                     | Nachfolger             |
| --------------------------- | --------------------------------------------------------------------------------------- | ---------------------- |
| 1996: Henry Mills Lutterodt | ghanaische Hochkommissarin in Windhoek (Namibia) 30. Juli 2002 bis zum 13. Februar 2006 | Afua Daaku             |
| Emmanuel Kwadwo Adu         | ghanaische Botschafterin in Kopenhagen (Dänemark) 13. Februar 2006 bis 2009             | Juli 2014: Edith Hazel |